# Ytong

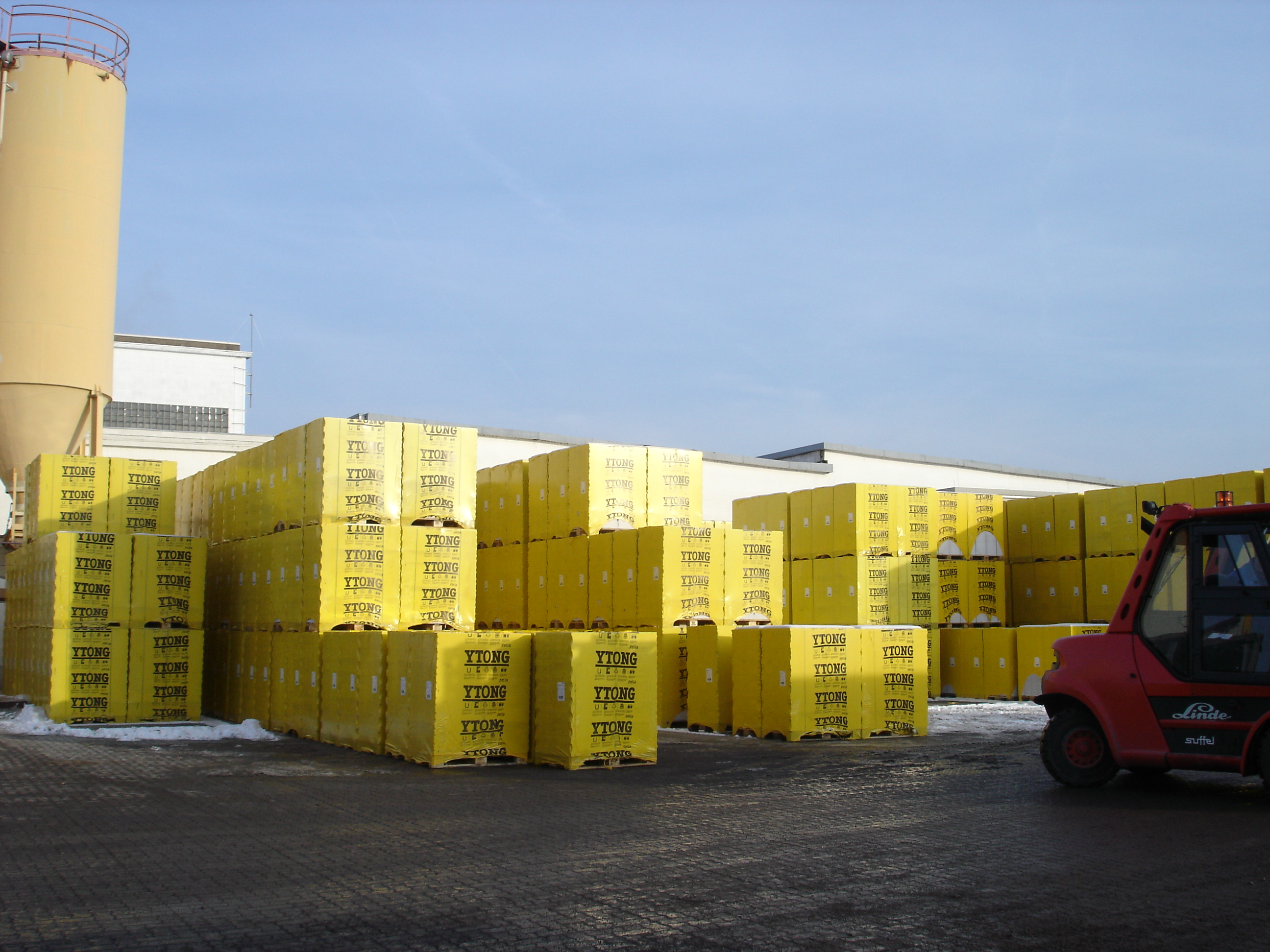
Blocuri de BCA tip Ytong, depozitate (ambalate în folie)

Ytong este primul produs tip BCA (beton celular autoclavizat), creat în anii 1920. În 2003, brandul Ytong a fost cumpărat de compania Xella International, astăzi aflându-se în portofoliul acesteia.

## Istoric
La finele primului război mondial, în 1918, Suedia se confrunta cu o importantă criză energetică. Pe piața internă nu se comercializa decât lemnul. Materiile prime, precum petrolul și cărbunele, trebuiau importate și erau foarte scumpe. Tot în această perioadă, guvernul Suediei hotărăște să modifice și să îmbunătățească standardele pentru izolații. În urma acestei decizii, apare primul laborator pentru experimente și încercări pentru noi materiale de construcții.
În 1923, în cadrul Universității din Stockholm, Dr. Arh. Axel Erikson combină ardezie, var și pudră de metal, întărind acest amestec sub presiune. Acest experiment avea să stea la baza producției industriale a sistemului de construcție YTONG. În 1928, cu un an înaintea crizei economice mondiale, antreprenorul Karl August Carlén era absolut convins de faptul că acest material va avea un viitor strălucit în lumea construcțiilor. El reușește în scurt timp să dobândească licența de producție și își investește întreaga avere în reconstrucția unei firme de zidărie aflate în incinta unei fabrici de BCA.
Așadar, în 1929 se înființează o mică firmă, având ca obiect de activitate producția de blocuri de BCA: Yxhults Anghärdade. Astfel, începe producția industrială. În anii ‘30 are loc o puternică creștere a volumului de vânzări pentru aceste produse. Ca urmare a acestui fapt au fost înființate mai multe fabrici de BCA în Peninsula Scandinavă. Neîntârziat, apare pe piață și concurența. Alți producători, care preluaseră ideea, încep să invadeze piața cu produse similare. Pentru a învinge concurența, în 1940, Karl August Carlén are ideea genială de a crea un nume pentru produsul său. Astfel, combinând denumirea localității în care se afla Yxhult și denumirea suedeză pentru BCA – Gasbetong, obține denumirea pentru produsul său revoluționar: Yxhults + Gasbetong = YTONG.
În anii ’50 și ’60, cererea de astfel de materiale de construcții depășește capacitatea de producție a fabricilor. În anul 1949, firma Steine und Erden plc., predecesor al fabricii Fels Werke plc., achiziționează pentru prima oară în Germania licența YTONG. Odată cu această investiție, începe producția industrială și în Germania.
În 1952, ministrul finanțelor, L. Erhard, susține YTONG în parlamentul german. Acesta urma să acorde un important suport financiar industriei. Astfel susținut, YTONG devine din ce în ce mai popular și mai acceptat.
În anul 1960, în Bavaria, la Schroben-hausen este construită cea de-a doua fabrică YTONG din Germania. Până în 1972, erau deja construite peste 30.000 de case cu blocurile de zidărie produse de YTONG și existau deja peste 450 de distribuitori.
În anul 2003 YTONG devine parte din grupul Xella International. Compania Xella International este unul dintre principalii producători de materiale de construcții din lume, având un număr de 7900 de angajați și o cifră de afaceri de 1,4 miliarde de euro. La momentul actual, YTONG produce peste 6,5 mil. m3 anual, fiind prezent în peste 30 de țări, printre acestea numărându-se China, SUA, Mexic, Chile, Rusia și majoritatea țărilor europene.

## Conceptul
YTONG a fost creat pentru a oferi într-un singur produs majoritatea beneficiilor materialelor de construcții existente: este la fel de ușor de prelucrat ca și lemnul, rezistent la foc și durabil ca o cărămidă, cu aceleași calități ecologice de neegalat ale silicatului de calciu. YTONG este realizat doar din materii prime naturale – nisip, var, ciment și apă – folosind un agent de aerare care este întărit cu vapori. Acest proces face produsul ecologic, ușor și rezistent în termeni de durabilitate și portanță. Datorită capacităților proprii de izolatie, casele construite din YTONG nu necesită un sistem suplimentar de termoizolație.

## Caracteristicile produsului
- Eficiența energetică – Datorită proprietăților proprii de izolare termică, YTONG reduce consumul de energie necesar încălzirii sau răcirii încăperii.
- Rezistența la foc – YTONG  este un material incombustibil și neinflamabil; oferă până la trei ore de protecție împotriva focului, având cel mai mare rating din industrie.
- Greutatea redusă – YTONG este de aproximativ 4 ori mai ușor decât betonul tradițional.
- Izolarea fonică – YTONG oferă o izolare fonică eficientă, conformă cu standardele din domeniu.
- Precizia – programele de control al calității permit constructorilor să lucreze cu precizie maximă.
- Instalarea rapida – Greutatea redusă și usurința în lucru a YTONG sporesc rapiditatea instalării la fața locului.
- Versatilitatea – Produsele YTONG pot fi tăiate în orice formă sau unghi.
- Durabilitatea – Structurile construite cu YTONG sunt durabile și nu se vor deteriora în condiții atmosferice normale.
- Respectarea mediului înconjurător – Produsele conexe BCA, inclusiv resturile de BCA întărit și mixtura de BCA neîntărită sunt reintroduse în procesul de producție.

## Eficiența energetică și protecția mediului
YTONG este un material de construcții cu proprietăți termoizolante foarte ridicate. Este recomandat pentru construirea caselor cu consum redus de energie, cu zidărie într-un singur strat.
De la extragerea materiilor prime și până la reciclarea și depozitarea deșeurilor blocurilor de zidărie YTONG, totul se desfășoară în conformitate cu normele de protejare a mediului înconjurător. Produsele Xella International sunt recunoscute prin certificate care atestă eficiența energetică și caracteristicile ecologice, acordate de institute independente:
Din octombrie 2009, Xella a devenit membru al Energy Efficiency Export Initiative. Lansată în 2007 de către Ministerul Economiei și Tehnologiei din Germania, această inițiativă a pornit de la faptul că, la nivel mondial, companiile germane sunt lideri de piață în termeni de eficiență energetică, iar cererea de materiale și tehnologii care optimizează eficiența energetică și ajută la economisirea de energie este în creștere la nivel global. Această inițiativă oferă companiilor germane o platformă pentru promovarea produselor sustenabile și expertizei lor în domeniul eficienței energetice la scară internațională.
Blocurile de zidărie Ytong au fost certificate de către Institut Bauen und Umwelt e.V. (IBU). Aceste atestate pentru produse, obținute prin teste independente, oferă informații despre consumul de energie și resurse, cât și despre măsura în care un produs contribuie la efectul de seră, acidificare, supra-fertilizare și distrugerea stratului de ozon. Informații suplimentare fac referire la proprietățile tehnice ale materialelor de construcții pe durata lor de viață, capacitatea lor de izolare termică și fonică și impactul lor asupra calității aerului interior. Aceste certificate confirmă faptul că YTONG este produs doar din resurse naturale, fără a se folosi substanțe dăunătoare. De asemenea, produsele nu emană substanțe periculoase nici în procesul de construcție, nici după punerea în operă.
Ytong beneficiază și de sigiliul natureplus, o garanție internațională a calității pentru sustenabilitate în construcții. Acesta garantează compatibilitatea cu un mediu sănătos, un proces de producție care nu dăunează mediului, protecția resurselor finite și ușurința în utilizare. Produsele care beneficiază de acest sigiliu au fost testate în amănunt, pentru a garanta siguranța în termeni de sănătate și ecologie. Criteriile de certificare sunt definite pentru natureplus de către experți independenți de la institutul de testare, precum și de către organizații de protecție a mediului și a consumatorilor, în cooperare cu producătorii.

## Brand of the Century
Pe 15 octombrie 2009, Ytong, brandul cu o istorie de 80 de ani al Xella, a primit distincția de Brand of the Century în Germania – fiind unul dintre brandurile incluse în ediția 2010 (volumul 16) a “Marken des Jahrhunderts”. Această carte include toate acele branduri germane care au ajuns să se identifice în timp cu o întreagă categorie de produse. Ytong este astăzi sinonim cu betonul celular autoclavizat, asociat clădirilor eficiente energetic.